# Robert Kiyosaki
Robert Toru Kiyosaki (Hilo, Hawaii, 8 d'abril de 1947) és un inversionista, empresari, orador motivacional, creador de jocs de taula i ordinador, a més d'escriptor de llibres que han esdevingut bestseller. És conegut mundialment per la seua sèrie de llibres derivats de Pare Ric, Pare Pobre. Kiyosaki predica sobre la llibertat financera personal i l'ús adequat dels diners, basant-se en l'ensenyament que diu haver rebut del seu pare ric.
La seua obra és controvertida i genera opinions de tota classe, des de qui s'oposa a les seues teories i la seua suposada història de vida, fins a qui el considera un precursor en el maneig dels diners i en la forma d'educar financerament tant a xiquets com a adults.

## Com escriptor
És un escriptor que suposadament utilitzaria les seues habilitats en vendes, per a convertir els seus llibres en Best Sellers. Les seues obres, com ara Pare Ric, Pare Pobre, El Quadrant del flux de diners, Guia per a invertir, Històries d'èxit, El joc dels diners, s'han convertit en icones de l'autoajuda financera de l'època. El seu pensament, filosofia i ensenyament són debatuts per mestres, pares i mares i gent de divers nivell cultural dins de la societat.

## La seua infància
Va nàixer en l'illa de Hawaii. En els seus llibres descriu que va tenir dos pares: el seu veritable progenitor, que era el pare pobre i el qual tenia un alt lloc acadèmic de l'illa; i un segon pare, que era el pare del seu millor amic Mike, a qui Kiyosaki anomena el seu pare ric.
A partir d'una entretinguda narració dins del seu llibre "Pare Ric, Pare Pobre", Kiyosaki conta la forma en què el seu pare ric li va ensenyar els principis bàsics dels diners per a poder prosperar econòmicament. Açò a diferència del seu pare pobre, qui pagava els seus deutes abans d'estalviar una mica per a si mateix, mentre el pare ric es pagava primer a ell mateix. Conta altres històries referents a com cada pare entenia els diners. Per exemple, el seu pare pobre es comprava cases més grans quan tenia un augment de salari. Però, el seu pare ric va romandre a una casa petita i va invertir els diners addicionals en negocis per prosperar en comptes d'ofegar-se amb els costos de manteniment i impostos d'un habitatge més gran.
Tot açò succeïa quan el pare ric de Kiyosaki presumptament li donava lliçons de vida, mentre emprava a ell i al seu amic Mike, en una tenda sacsejant llandes de supermercat.

## La seua joventut
Robert Kiyosaki s'integrà en la seua joventut l'exèrcit dels EUA, i va arribar a ser oficial i pilot d'helicòpters, fins que en un moment va decidir posar en pràctica els ensenyaments del seu pare ric per a començar a acréixer la seua columna d'actius i fer-se de més d'un deute bon.
Segons els seus propis relats, el pare biològic es va decebre d'ell, ja que veia en l'exèrcit una carrera lucrativa, segura i amb futur per a Robert; en canvi, el seu pare ric, ho va encoratjar a seguir avant felicitant-lo pel seu valor.

## L'empresari
D'acord amb el que conta, Kiyosaki va començar a polir les seues habilitats en vendes i va voler acumular coneixements de com ser un bon venedor, a partir del seu treball per a la companyia Xerox venent fotocopiadores.
El 1984, quan finalment es va convertir en empresari, va fundar una companyia que fabricava carteres de niló per a surfistes.
Passat el temps i Robert Kiyosaki aprengué a la llarga, aprofitant el cúmul de coneixements adquirit sobre inversions, ha desenvolupat -amb base en aquestes- un tauler de joc educatiu anomenat "Cashflow 101". Aquest joc ajuda a la gent a aprendre com eixir del que anomena la "carrera de rates" (tenir un treball assalariat i la pressió que genera viure depenent d'un sou), per a finalment prendre la "via ràpida" (convertir-se en un empresari amb independència financera).

## Sharon L. Lechter
Per a escriure els seus llibres, Kiyosaki li demanà ajuda a la seua coautora Sharon L. Lechter, ja que ell mateix ha reconegut que mai va ser bo per a escriure, i compta en forma anecdòtica dels seus fracassos en Anglès, al costat del seu també anecdòtic amic Mike.
Sharon L. Lechter és comptadora pública certificada i ha escrit almenys set llibres en coautoria amb Robert Kiyosaki dins del projecte "Rich Dad" (pare ric). Va ser membre actiu del Coopers & Lybrand, que es troba entre els vuit despatxos de comptadors més importants de la Unió Americana. Està casada amb Michael Lechter i és mare de tres fills.
També és directora de la Foundation for Financial Literacy (Fundació per a la Cultura Financera). Robert Kiyosaki considera que Lechter és una de les poques empresàries nates que ha conegut.
Actualment Lechter ha demandat judicialment a Kiyosaki i a la seua esposa Kim. Ella al·lega que el seu ara ex soci i l'esposa d'aquest, s'han enriquit utilitzant actius pertanyents a la seua societat conjunta, i han gastat diners per al seu propi benefici, d'un negoci que ella hauria ajudat a construir des de zero. La causa està nominada: Clark County, NV (Civil Case #07-A-549886-C).